# 维塔利·加布尼亚
维塔利·维克托罗维奇·加布尼亚（羅馬化：Vitaliy Viktorovich Gabniya）在2014年至2018年期间担任阿布哈兹副总统。2014年阿布哈茲政治危機后，他与劳尔·哈津巴总统一起当选该国正副总统。加布尼亚是政治组织Aruaa的主席。2018年8月，他在被卷入一场斗殴后辞职。

## 政治生涯
2013年7月30日，加布尼亚当选为Aruaa主席，继代理主席Daur Achugba和前任主席瓦迪姆·斯米尔辞职。
2018年8月22日，加布尼亚宣布辞去副总统职务，理由是在被殴打并被打中头后必须“捍卫自己的荣誉”。他补充说，由于现有的“违法制度”，罪犯没有被绳之以法，但他的辞职与“政治现实”无关。